# Scottish First Division 2006/07
Die Scottish Football League First Division wurde 2006/07 zum 32. Mal als nur noch zweithöchste schottische Liga unter diesem Namen ausgetragen. In der zweithöchsten Fußball-Spielklasse der Herren in Schottland traten in der Saison 2006/07, die vom 5. August 2006 bis zum 28. April 2007 ausgespielt wurde, 10 Klubs in insgesamt 36 Spieltagen gegeneinander an. Jedes Team spielte jeweils viermal gegen jedes andere Team. Bei Punktgleichheit zählte die Tordifferenz.
Die Meisterschaft gewann der FC Gretna, der sich damit gleichzeitig die Teilnahme an der Premier-League-Saison 2007/08 sicherte. Absteigen in die Second Division mussten Airdrie United nach Relegation, und Ross County. Torschützenkönig mit 20 Treffern wurde Colin McMenamin vom FC Gretna.

## Statistiken

### Abschlusstabelle
| Pl. | Verein              | Sp. | S  | U  | N  | Tore    | Diff. | Punkte |
| --- | ------------------- | --- | -- | -- | -- | ------- | ----- | ------ |
| 1.  | FC Gretna (N)       | 36  | 19 | 9  | 8  | 070:400 | +30   | 66     |
| 2.  | FC St. Johnstone    | 36  | 19 | 8  | 9  | 065:420 | +23   | 65     |
| 3.  | FC Dundee           | 36  | 16 | 5  | 15 | 048:420 | +6    | 53     |
| 4.  | Hamilton Academical | 36  | 14 | 11 | 11 | 046:470 | −1    | 53     |
| 5.  | FC Clyde            | 36  | 11 | 14 | 11 | 046:350 | +11   | 47     |
| 6.  | FC Livingston (A)   | 36  | 11 | 12 | 13 | 041:460 | −5    | 45     |
| 7.  | Partick Thistle (N) | 36  | 12 | 9  | 15 | 047:630 | −16   | 45     |
| 8.  | Queen of the South  | 36  | 10 | 11 | 15 | 034:540 | −20   | 41     |
| 9.  | Airdrie United      | 36  | 11 | 7  | 18 | 039:500 | −11   | 40     |
| 10. | Ross County         | 36  | 9  | 10 | 17 | 040:570 | −17   | 37     |

Platzierungskriterien: 1. Punkte – 2. Tordifferenz – 3. geschossene Tore – 4. Direkter Vergleich (Punkte, Tordifferenz, geschossene Tore)
| Saison 2006/07 |

| Zum Saisonende 2005/06 |                                       |
| (A)                    | Absteiger aus der Premier League      |
| (N)                    | Neuaufsteiger aus der Second Division |

## Relegation
Teilnehmer an den Relegationsspielen waren Airdrie United aus der diesjährigen First Division, sowie die drei Mannschaften aus der Second Division, Stirling Albion, die Raith Rovers und Brechin City. Die Sieger der ersten Runde spielten in der letzten Runde um einen Platz für die folgende Scottish First Division-Saison 2007/08.
Erste Runde
Die Spiele wurden am 2. und 5. Mai 2007 ausgetragen.
|              | Gesamt |                 | Hinspiel | Rückspiel |
| ------------ | ------ | --------------- | -------- | --------- |
| Brechin City | 1:6    | Airdrie United  | 1:3      | 0:3       |
| Raith Rovers | 1:3    | Stirling Albion | 0:0      | 1:3       |

Zweite Runde
Die Spiele wurden am 9. und 12. Mai 2007 ausgetragen.
|                 | Gesamt |                | Hinspiel | Rückspiel |
| --------------- | ------ | -------------- | -------- | --------- |
| Stirling Albion | 5:4    | Airdrie United | 2:2      | 3:2       |